# 高杉麻里
高杉麻里（日语：高杉麻里，1998年2月18日—），出身於千葉縣的前AV女優。所屬事務所是フォーティーフォーマネジメント。興趣是唱卡拉OK和料理。

## 簡歷
2017年11月7日從MOODYZ出道。出道時是設定成帶著眼鏡的女大學生。
2018年12月於FANZA發表的2018年通販フロア・年度AV女優排行榜前100中獲得第9名。同年12月25日獲得にキカタン2.0アウォーズ的「美少女部門賞」。
2019年4月，SETN三立新聞網報導指出高杉麻里已回歸。
2020年3月12日在個人的Twitter上宣布於2020年4月26日從AV女優引退。由於疫情的影響，造成引退活動無期限的延期。。

## 人物
與在多部作品中共同演出的樞木葵是親密好友。

## 外部連結
- 高杉麻里のOfficial Blog （页面存档备份，存于）
- 高杉麻里的X（前Twitter）
- 高杉麻里的Instagram帳戶
- YouTube上的高杉麻里TV頻道